# Joseph Anton Rhomberg

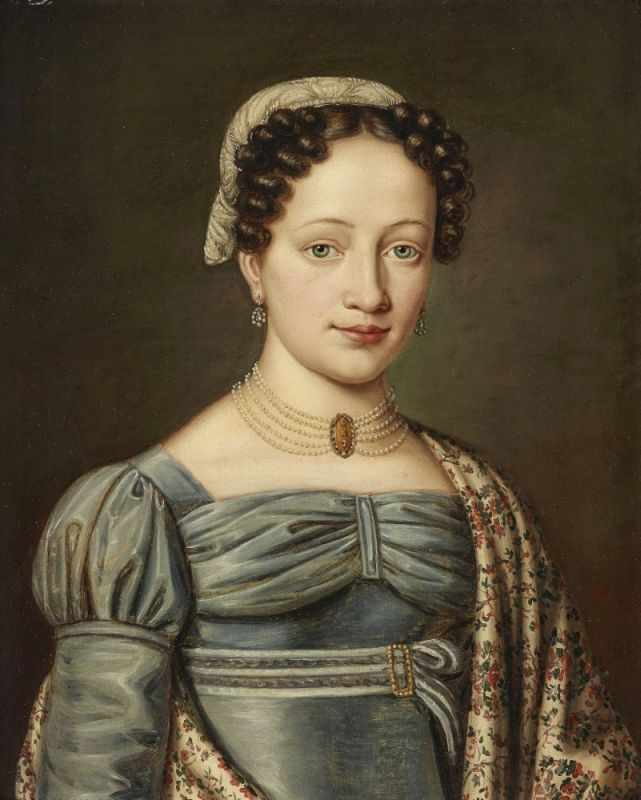
Bildnis Anna Riederer

Joseph Anton Rhomberg (auch: Josef Anton, geboren am 24. September 1786 in Dornbirn; gestorben am 3. Dezember 1855 in München) war ein österreichisch-deutscher Maler, Zeichner und Grafiker, Vater von Hanno Rhomberg.

## Leben
Joseph Anton Rhomberg entstammte einer Dornbirner Unternehmerfamilie (Textilbranche) mit dem Hausnamen „Färbers“. Seine Eltern waren der Porträtmaler Johannes Rhomberg (1733–1795) und Katharina, geb. Rhomberg. Joseph Anton war der jüngste Sohn von insgesamt zehn Kindern. Das Geburtshaus steht in Dornbirn in der Eisengasse 11.
9)
Rhomberg studierte seit 1802 in Wien Historienmalerei an der Akademie der Bildenden Künste, 1809–1816 bei Robert Langer, Joseph Hauber, Andreas Seidl und Moritz Kellerhoven sowie in München an der Königlichen Kunstakademie. 1817 bis 1822 lebte er in Wien. Ab 1823 lebte er wieder in München und wurde dort 1827 an der Polytechnischen Schule Professor für Zeichenkunst.

## Grabstätte

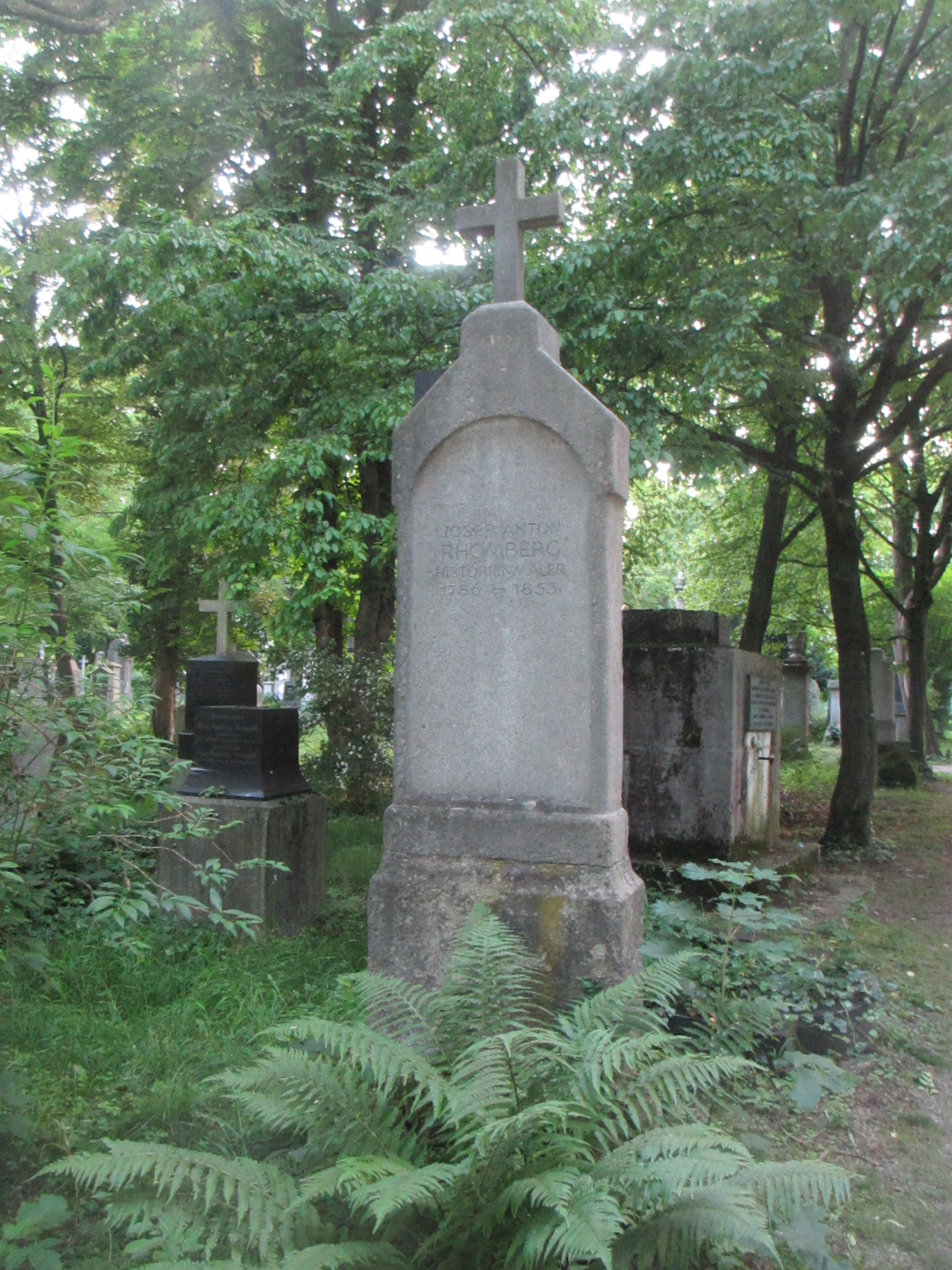
Grab von Josef Rhomberg auf dem Alten Südlichen Friedhof in München

Die Grabstätte von Josef Rhomberg befindet sich auf dem Alten Südlichen Friedhof in München (Gräberfeld 12 – Reihe 1 – Platz 1) Standort.

## Familie
Joseph Anton Rhomberg war der Vater des Malers Hanno (Hanns) Rhomberg (27. Februar 1819 – 17. Mai 1864).

## Werke

### Bilder
Rhombergs wesentliche Themengebiete waren historische Darstellungen, Genreszenen und Bildnisse. Er schuf etwa 140 Porträts und 75 Historienbilder, insgesamt soll er etwa 500 Werke in verschiedene Genren geschaffen haben. Auswahl:
- „Anbetung der Hirten“ in der Münchner Frauenkirche.
- Bayerisches Militär im Lager 1814, 1814
- Vier ländliche Szenen, 1818
- Landsleute halten Mittag-Mahl auf dem Felde, 1818
- Eine mittelalterliche Sage, 1823
- Damenporträt, 1825
- Porträt einer Dame mit Straussenfedern, 1825
- Rosenkranzmadonna mit Hl. Katharina v. Siena und Dominikus, 1826 (Stadtpfarrkirche Dornbirn)[1]
- Betendes Mädchen am Wegkreuz, 1827
- Heilige Dorothea und Heilige Agnes, 1827
- Brustporträt einer vornehmen Dame mit aufgestecktem Haar, 1831
- Bildnis des Münchener Schneidermeisters Ludwig Gampenrieder, 1832
- Bildnis des Bürgers Ludwig Gampenrieder, 1832
- Maria mit dem Christuskind beim Beten, 1833
- Harfenspielerin, 1842
- Hl. Maria mit Kind mit Hl. Aloysius und Ignatius von Loyola, 1851 (Stadtpfarrkirche, Dornbirn)[2]
- Brustporträt einer Frau mit Goldhaube
- Porträts eines Ehepaares in Münchner Festtagstracht
- Brustporträt Franziska Rhombergs, der Ehegattin des Malers
- Beweinung des toten Abel
- Gämsenjäger und Sennerin

### Lehrbuch
- Vollständiger Unterricht in der Figurenzeichnung, zum Gebrauche für Schulen und zur Selbstunterweisung.

## Bekannte Schüler (Auswahl)
- Franz Xaver Bobleter (1800–1869)
- Gebhard Flatz (1800–1881).
- Theodor Horschelt (1829–1871)
- Friedrich Salzer (1827–1876)
- Alexander Strähuber (1814–1882)